# Charmeil
Charmeil (okzitanisch: Chalmelh) ist eine französische Gemeinde mit 967 Einwohnern (Stand: 1. Januar 2022) im Département Allier  in der Region Auvergne-Rhône-Alpes. Sie gehört zum Kanton Vichy-1 im Arrondissement Vichy. Die Einwohner werden Charmeillois genannt.

## Geografie
Die Gemeinde Charmeil liegt vier Kilometer nordnordwestlich von Vichy in der Landschaft Limagne bourbonnaise am Fluss Allier, in den hier sein Zufluss Béron mündet. Umgeben wird Charmeil von den Nachbargemeinden Saint-Rémy-en-Rollat im Norden, Creuzier-le-Vieux im Osten, Vichy im Südosten, Bellerive-sur-Allier im Süden, Espinasse-Vozelle im Südwesten sowie Vendat im Westen. Im Gemeindegebiet liegt der Flughafen Vichy–Charmeil.

## Bevölkerungsentwicklung
| Jahr                       | 1962 | 1968 | 1975 | 1982 | 1990 | 1999 | 2006 | 2012 | 2022 |
| -------------------------- | ---- | ---- | ---- | ---- | ---- | ---- | ---- | ---- | ---- |
| Einwohner                  | 708  | 306  | 363  | 562  | 564  | 609  | 710  | 790  | 967  |
| Quellen: Cassini und INSEE |      |      |      |      |      |      |      |      |      |

## Sehenswürdigkeiten

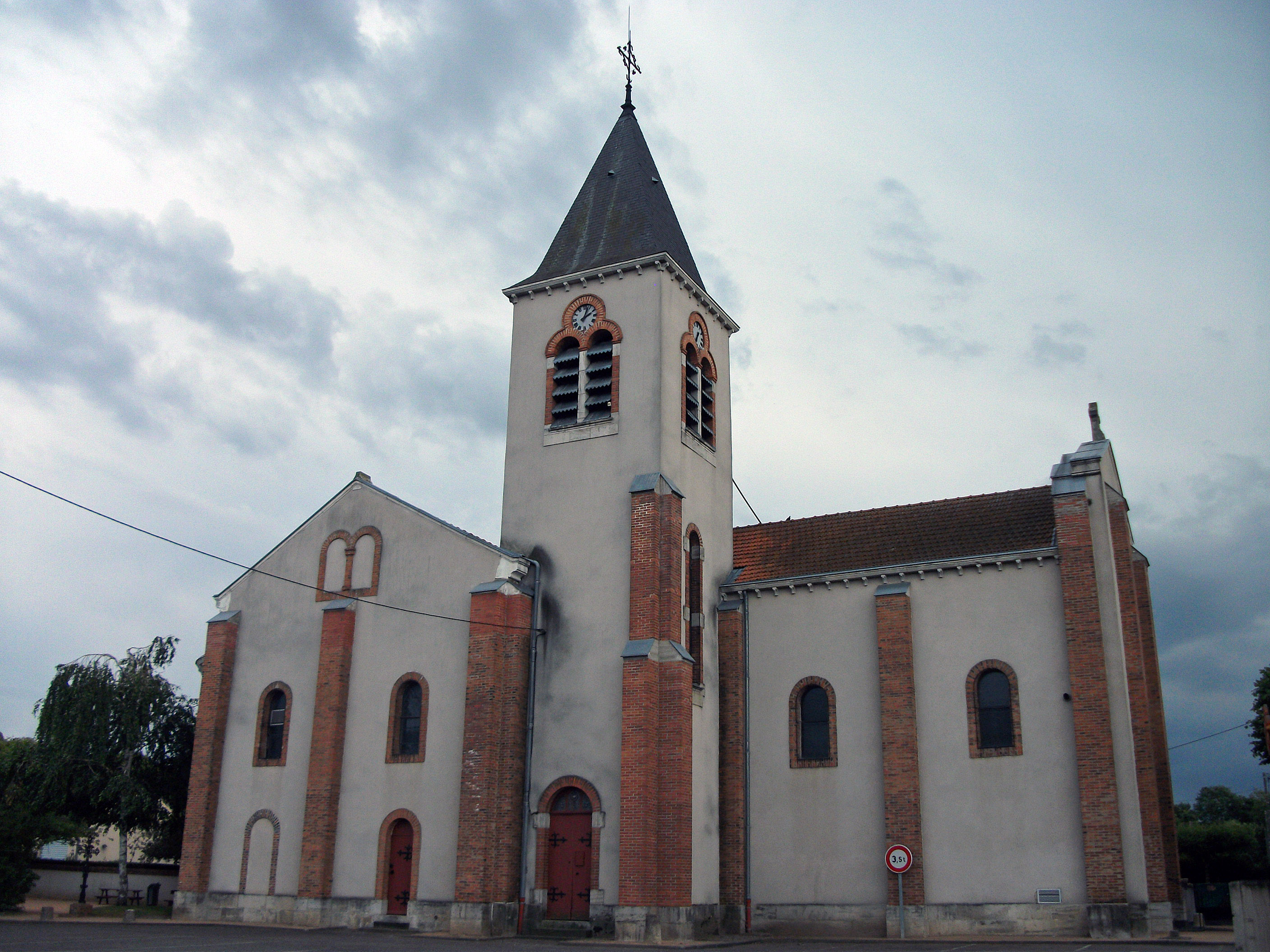
Kirche Saint-Pierre
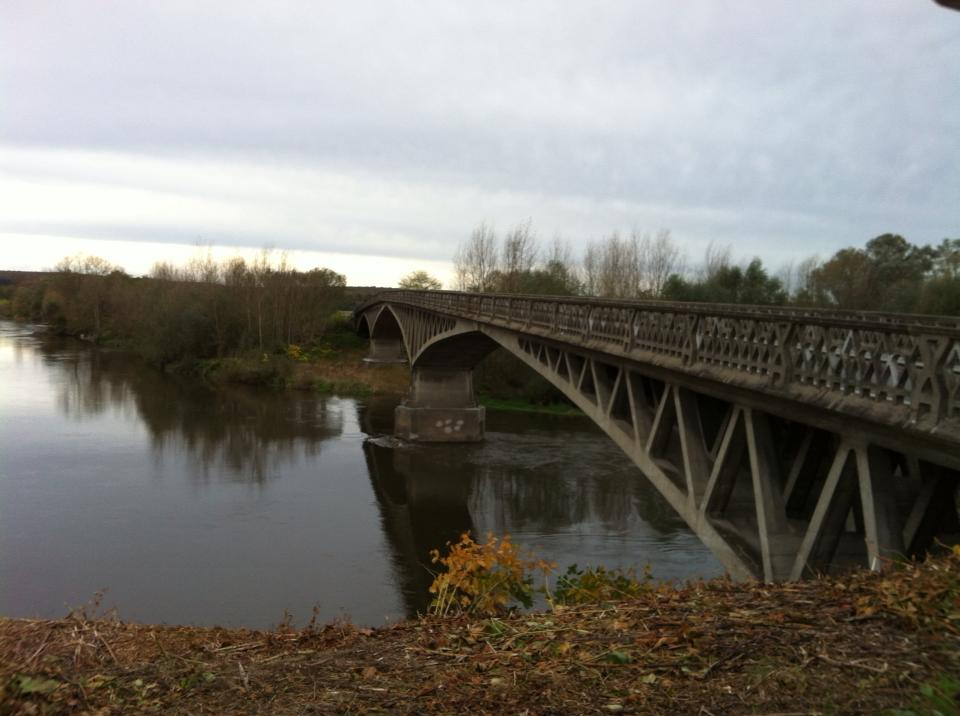
Allier-Brücke
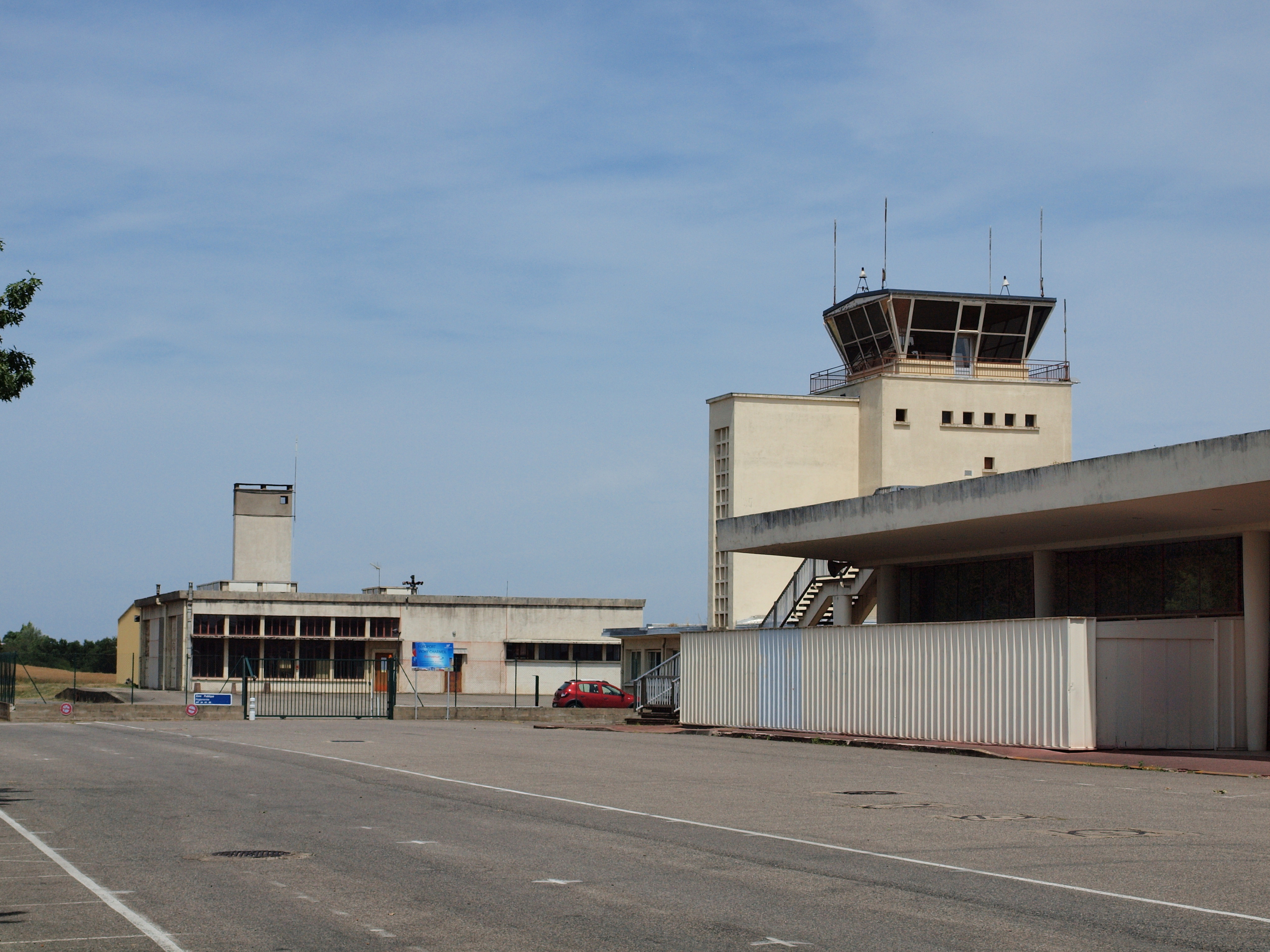
Tower des Flugplatzes Vichy-Charmeil

- Schloss Charmeil, im Zweiten Weltkrieg als Residenz von General Philippe Pétain genutzt sowie als deutsche Residenz von Generalfeldmarschall Gerd von Rundstedt
- Schloss Chassaings
- Schloss Tourillon
- Museum

- Kirche Saint-Pierre
- Allier-Brücke
- Tower des Flugplatzes Vichy-Charmeil